# Славчо Донков
Славчо Донков е български журналист, редактор, поет и писател.

## Биография и творчество
Славчо Александров Донков е роден на 12 февруари 1942 г. в с. Кумарица (сега кв. на Нови Искър).
Завършва специалност българска филология в Софийския университет. След дипломирането си работи като редактор във вестник „Септемврийче“. След това е редактор в културния отдел на вестник „Народна младеж“ и вестник „Поглед“. Става главен редактор на издателство „Отечество“, а след това е редактор в списание „Лов и риболов“.
Член е на Съюза на българските журналисти и на Съюза на българските писатели.
Славчо Донков умира на 6 март 1997 г. в София.

## Произведения
- „Да повикаме щурците“ (1974) – стихове
- „Лятото на последните щъркели“ (1977) – разкази
- „Синя неделя“ (1978) – поема за деца
- „Щастливата зелена морава“ (1981) – разкази
- „Нека децата дойдат при мен“ (1982) – повести
- „Корабче от вестник: Стихове за деца“ (1983)
- „Поклон от брега“ (1984) – стихове
- „Високи пясъци“ (1986) – разкази и новели
- „Водопоят на пеперудите“ (1988) – повести
- „Черно и бяло“ (1998) – повести и разкази
- „По тънка нишка вървя“ (2005)
- „Метличини очи“ (2012) – разкази и повест